# Землянухин, Александр Алексеевич
Александр Алексеевич Землянухин (28 сентября 1918, Казинка, Тамбовская губерния — 28 октября 1996) — советский и российский биолог, доктор биологических наук, профессор Воронежского государственного университета, основатель Воронежской школы физиологов и биохимиков растений. Основные работы — по метаболизму органических кислот растений, энзимологии растений, адаптации растений к кислородному стрессу.

## Краткая биография
А. А. Землянухин родился в селе Казинка (ныне — Грязинского района Липецкой области). Участник Великой Отечественной войны. С 1953 — доцент, а с 1963 ‒ заведующий кафедрой физиологии и биохимии растений Воронежского государственного университета, в 1970—1973 — декан биолого-почвенного факультета. В 1964 защитил докторскую диссертацию на тему «Физиологическая роль аскорбиновой кислоты и кислот трикарбонового цикла в растениях». В 1966 получил ученое звание профессора.

## Семья
Жена Анна Николаевна (1923—2014).
Сын Землянухин, Леонид Александрович (1949—1997), доктор биологических наук, специалист по метаболизму органических кислот растений и энзимологии.
Дочь Землянухина, Ольга Александровна (р. 1954), кандидат биологических наук, специалист по микроклональной репродукции лесных и сельскохозяйственных растений.

## Научная деятельность
Научные интересы А. А. Землянухина включали исследования проблем адаптации растительных клеток к неблагоприятным условиям окружающей среды и изучение дыхательного метаболизма при гипоксии и аноксии. Было установлено, что биохимическим способом резервирования восстановительных эквивалентов и легко мобилизуемого субстрата дыхания при недостатке кислорода является аккумуляция в листьях в клетках растений значительных количеств γ-аминомасляной кислоты, источником которой является отдельный подфонд глутаминовой кислоты, и которая может метаболизироваться с образованием изосукцинимид-β-гликозида. В 1970—1980-е годы под руководством А. А. Землянухина были развернуты интенсивные исследования по энзимологии растений. Изучались основные ферменты окислительного метаболизма растений и их регуляторные особенности. Были разработаны эффективные способы выделения и получения электрофоретически гомогенных ферментов циклов лимонной и глиоксиловой кислот. Было показано значение ферментных систем в осуществлении биохимических механизмов адаптации в растениях, подвергшихся стрессовому воздействию. Памяти А. А. Землянухина посвящена статья в журнале Frontiers in Plant Science, в которой дается обзор исследований по метаболизму органических кислот растений, проводившихся в Воронежском университете.